# Мар'янівка (Кальміуський район)
Мар'я́нівка — село Старобешівської селищної громади Кальміуського району Донецької області, Україна. Населення становить 1735 осіб.

## Загальні відомості
Відстань до центру громади становить близько 20 км і проходить автошляхом Т 0508.
Територія села межує із землями смт Ларине та с. Авдотьїне Донецька та с. Андріївка Волноваського району Донецької області.
Із 2014 р. внесено до переліку населених пунктів на Сході України, на яких тимчасово не діє українська влада.

## Історія
У 1879 році 14 німців, вихідців з заходу Маріупольського повіту, купили у поміщика Вибрановського 1699 десятин землі за 61164 рублів (ціна 1 десятини землі цей період становила 36 рублів). Земля була розподілена між колоністами пропорційно внесеним сумам грошей — найбагатші з них мали більше 100 десятин землі. Вона передавалася у спадок лише старшому синові і до 1917 року все ті ж 14 сімей володіли все тими ж землями, не роздробивши їх. Так виник хутір Григорівський волості Бахмутського повіту Катеринославської губернії — Марієнталь (за назвою німецького села, звідки, вони емігрували), що став згодом селом Мар'янівка.
Лютеранський приход Людвіґсталь. Землі 1800 десятин. Сільрада (1926). Мешканців: 203 (1918), 307/286 нем. (1926).
7 (20) листопада 1917 року, відповідно до Третього Універсалу Української Центральної Ради, увійшло до складу Української Народної Республіки.

## Війна на сході України
1 серпня 2014 року на міні, встановленій терористами поблизу Мар'янівки, підірвався автомобіль ЗСУ «ГАЗ-66», який перекинувся. Загинули капітан Андрій Задорожний, сержант Руслан Калуш, молодший сержант Андрій Курочка, старший солдат Сергій Дармофал, старший солдат Михайло Котельчук та старший солдат Сергій Кушнір. 7 серпня під Мар'янівкою бійці батальйону «Кривбас» отримали завдання встановити блокпост та натрапили на угруповання терористів. В бою 7 бійців було поранено, майор Володимир Кордабньов загинув, солдат Максим Кочура помер від поранень.

## Населення
За даними перепису 2001 року населення села становило 1735 осіб, із них 22,42 % зазначили рідною мову українську, 76,71 % — російську, 0,23 % — молдовську, 0,17 % — грецьку та 0,06 % — німецьку мову.